# منتخب سانت كيتس ونيفيس لكرة القدم للسيدات
منتخب سانت كيتس ونيفيس الوطني لكرة القدم للسيدات (بالإنجليزية: Saint Kitts and Nevis women's national football team)‏ هو ممثل سانت كيتس ونيفيس الرسمي في المنافسات الدولية في كرة القدم للسيدات، يديريه اتحاد سانت كيتس ونيفيس لكرة القدم.